# Xenophoridae
Xenophoridae (nomeadas, em inglês, carrier shells; na tradução para o português, "conchas transportadoras") é uma pequena família de moluscos gastrópodes marinhos, classificada por Franz Hermann Troschel em 1852 (1840), no texto "Bericht über die Leistungen im Gebiete in der Naturgeschichte der Mollusken während des Jahres 1851"; publicado em Archiv für Naturgeschichte. 18(2): páginas 257-307. São pertencentes à subclasse Caenogastropoda, na ordem Littorinimorpha, e sua distribuição geográfica abrange principalmente os oceanos de clima tropical e temperado da Terra, em profundidades da zona nerítica, na plataforma continental.

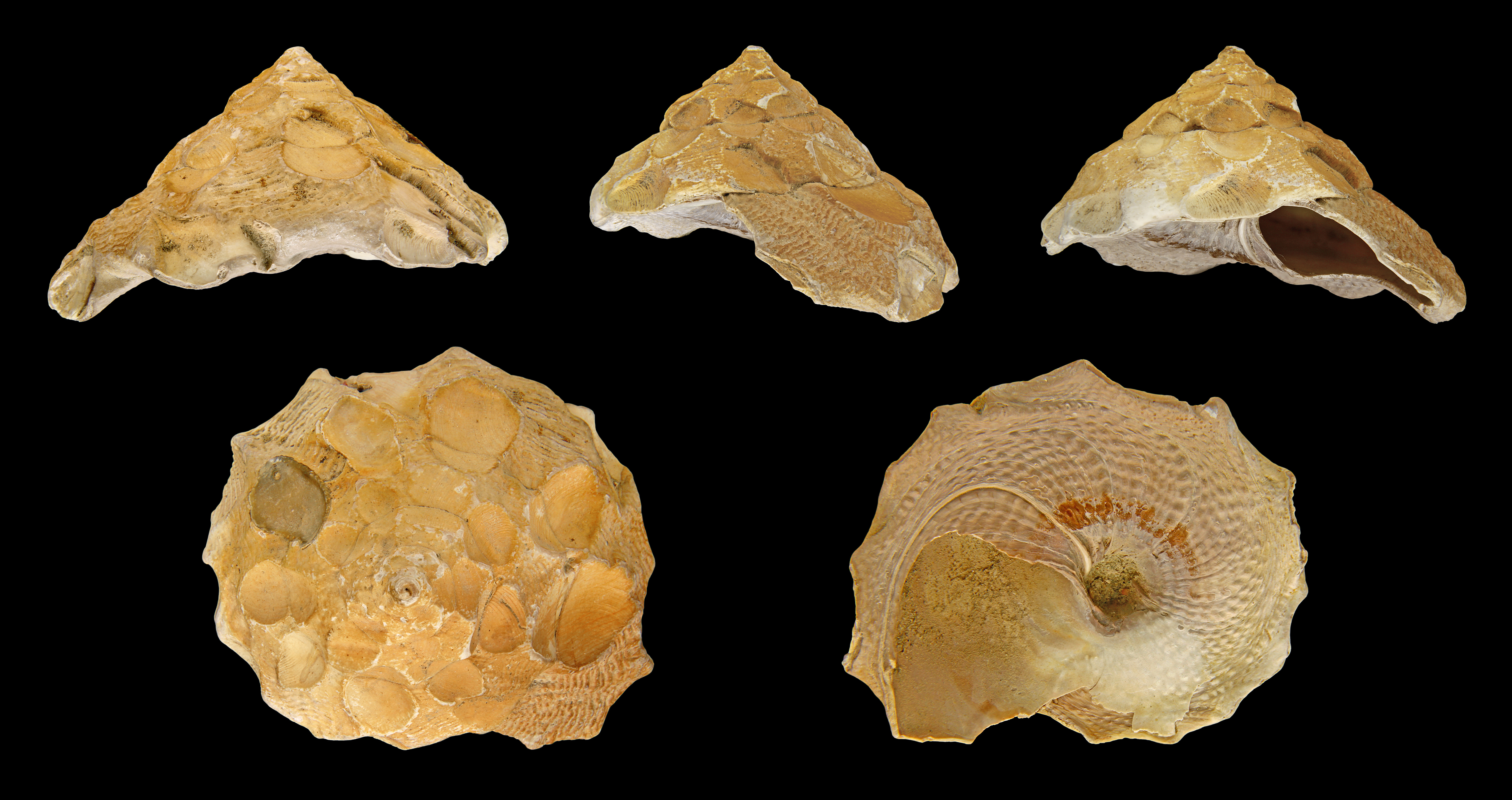
Cinco vistas da concha de Xenophora crispa (König, 1825), encontrada do Mediterrâneo até Angola, no oeste da África.[13] Este espécime é um fóssil do Plioceno da Itália.

## Descrição
Compreende, em sua totalidade, caramujos ou búzios de conchas circulares, em vista superior ou inferior, e cônicas de espiral baixa, em vista lateral, com dimensões geralmente menores do que os 10 centímetros. Geralmente suas espécies fixam, através de seu pé, objetos estranhos à superfície superior de suas conchas, obliterando suas delineações ao incluir outras conchas, completas ou quebradas, de moluscos bivalves, gastrópodes, escafópodes e ramos ou fragmentos de corais, Porifera, seixos, detritos de rochas e, após a Revolução Industrial, objetos não-marinhos como pedaços de vidro, metais como moedas, tampas ou até mesmo rolhas de garrafa. Acredita-se que tal material aderido sirva mais como um reforço do que como camuflagem. Vistas por baixo, apresentam uma expansão periférica pequena a grande ao redor da base e, em algumas espécies, espinhos curtos e rombudos na periferia, sendo dotadas (Onustus, Stellaria) ou não (Xenophora) de umbílico. Não possuem canal sifonal e seu opérculo é córneo, fino, em forma de leque e com núcleo lateral, sendo usado mais como apoio nos movimentos do que como proteção; pois o seu avanço é em empurrões, plantando o pé no substrato e levantando a concha para frente. Animal com pé pequeno e estreito e um par de tentáculos, em sua cabeça, dotados de olhos basais, acima de uma probóscide longa.

Cinco vistas da concha de Xenophora mekranensis (Newton, 1905)[8] com pedras e corais; espécime coletado nas Filipinas.

## Classificação deXenophoridae: gêneros viventes e sinonímia
De acordo com o World Register of Marine Species.
- Xenophora Fischer von Waldheim, 1807 ( = Phorus Montfort, 1810; Xenophorus Fischer von Waldheim, 1807)
- Stellaria Möller, 1832
- Onustus Swainson, 1840 ( = Tugurium P. Fischer, 1879; Trochotugurium Sacco, 1896)